# 双忠庙和二圣书院
双忠庙和二圣书院，位于中国广东省揭阳市东山磐东乔林村，为揭阳市的一个市、县级文物保护单位，类型为古建筑，公布时间为1996年。
双忠庙和二圣书院的历史年代为明代。